# Laparus doris
Laparus doris (denominada popularmente, em língua inglesa, Doris Longwing) é uma borboleta neotropical da família Nymphalidae e subfamília Heliconiinae, nativa do México e Honduras até Panamá e Trinidad, na América Central, e do norte e oeste da América do Sul, na Colômbia, Venezuela, Equador, Guianas, Peru e Bolívia, até a bacia do rio Amazonas, incluindo o Brasil. É a única espécie do seu gênero (táxon monotípico), embora estudos moleculares pareçam comprovar sua validade no gênero Heliconius. Foi classificada por Carolus Linnaeus, com a denominação de Papilio doris, em 1771. Suas lagartas se alimentam gregariamente de plantas do gênero Passiflora (família Passifloraceae).

## Descrição
Embora a coloração das asas anteriores, predominantemente negras, em Laparus doris, seja muito similar entre suas subespécies, com uma marcação em amarelo pálido próxima ao ápice e outra maior, na área central e próxima à margem superior; nas suas asas posteriores podem ocorrer, em sua mancha raiada, uma série de cores quentes (laranja e vermelho) ou frias (azul e verde) que, em exemplares aberrantes, podem até se mesclar. Em uma forma do Brasil e Venezuela, metarmina, as asas posteriores são quase inteiramente negras. Outra característica de L. doris, facilmente perceptível, é que suas asas anteriores apresentam as margens mais retilíneas do que em Heliconius.

## Hábitos
Laparus doris ocorre de zero a 1.800 metros de altitude, voando nas clareiras de florestas em busca do néctar de flores para sua alimentação, individualmente ou em grupos de dois ou três. Normalmente seus indivíduos voam rapidamente e à média altura.

## Raças
Existem quatro raças geográficas, nomeadas, de Laparus doris (bem como numerosos sinônimos associados às suas populações polimórficas):
- Laparus doris doris - Descrita por Linnaeus em 1771. Encontrada nas Guianas, Colômbia, Brasil (Amazonas), Peru e Bolívia (localidade tipo: "Surinami" = Suriname).
- Laparus doris viridis - Descrita por Staudinger em 1885. Encontrada de Honduras ao Panamá (localidade tipo: Panamá).
- Laparus doris obscurus - Descrita por Weymer em 1891. Encontrada no Equador (localidade tipo: Colômbia, em Caucathal).
- Laparus doris dives - Descrita por Oberthür em 1920. Encontrada na Colômbia e Venezuela (localidade tipo: Colômbia).

## Mimetismo
Como diversas espécies de Heliconiini apresentam sabor e odor desagradável para muitos predadores, Laparus doris está envolvido em relações de mimetismo mülleriano, mas também em relações de mimetismo batesiano, com outros insetos não pertencentes à sua tribo, como pode ser o caso do Pieridae Archonias brassolis.

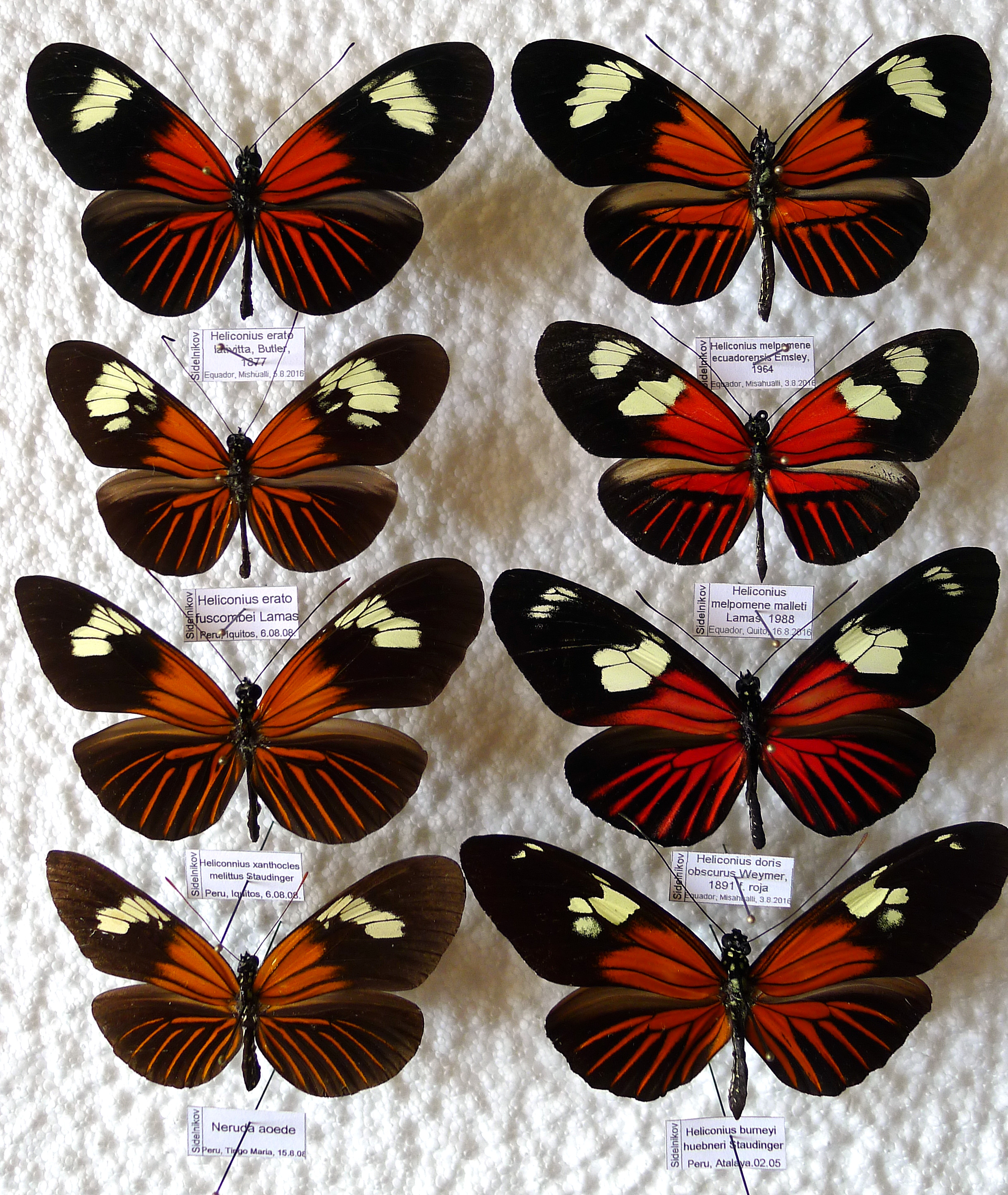
Esta foto apresenta relações de mimetismo mülleriano entre Laparus doris, a sexta borboleta, em ordem de leitura, e outros Heliconiini como Heliconius erato, H. melpomene, H. burneyi e Neruda aoede.